# Пентафосфид празеодима
Пентафосфид празеодима — бинарное неорганическое соединение 
металла празеодима и фосфора
с формулой PrP5,
кристаллы.

## Получение
- Нагревание металлического празеодима и фосфора в присутствии паров иода:

{\displaystyle {\mathsf {Pr+5P\ {\xrightarrow {700^{o}C,I_{2}}}\ PrP_{5}}}}

## Физические свойства
Пентафосфид празеодима образует кристаллы
моноклинной сингонии,
пространственная группа P 21/m,
параметры ячейки a = 0,4938 нм, b = 0,9595 нм, c = 0,5482 нм, β = 103,64°, Z = 2,
структура типа пентафосфида неодима NdP5
.
Соединение образуется по перитектической реакции при температуре 697°C.